# دينا فايتلسون
دينا فايتلسون (بالعبرية: דינה פייטלסון) (1926 – 1992) معلمة إسرائيلية ومتخصصة في مجال اكتساب القراءة.

## حياتها
ولدت دينا فايتلسون في عام 1926 في فيينا، وهاجرت إلى فلسطين تحت الانتداب البريطاني عام 1934. ودرست في ثانوية هيرتساليا العبرية، وتخرجت في عام 1944.
درست الفلسفة في الجامعة العبرية في القدس. وانقطعت دراستها بسبب نشوب الحرب العربية الإسرائيلية. وأصيبت خلال الحرب بجرح بالغ في رأسها.
وبعد التخرج من الجامعة عملت معلمة في مدرسة ابتدائية، ولاحقا مفتشة في وزارة التعليم. وبجانب ذلك بدأت العمل في في الجامعة العبرية في القدس. ثم قبلت في عام 1973 وظيفة في جامعة حيفا، حيث أصبحت برفيسورة للتعليم. وواصلت عملها هناك حتى وفاتها عام 1992.

## جوائز وتقديرات
في عام 1953 حصلت دينا فايتلسون على جائزة إسرائيل، في أول عام تُمنح فيها تلك الجائزة في مجال التعليم، تقديرا لعلمها في أسباب الإخفاق عند الأطفال في الصف الأول. وكانت أول امرأة تحصل على تلك الجائزة، وكذلك أصغر من حصل عليها، وكانت حينذاك في عمر السابعة والعشرين.
وفي عام 1997 أنشأ اتحاد القراءة العالمي جائزة باسم «جائزة دينا فايتلسون للبحث العلمي».

## كتبها
- حقائق وأوهام في بداية القراءة: من منظور عابر للغة.